# 高森龍夫
高森 龍夫（たかもり たつお、1900年〈明治33年〉9月14日 - 1958年〈昭和33年〉5月12日）は、日本の編集者・挿絵画家。雅号は「猟夫（れお）」「夜江」。漫画原作者の梶原一騎（本名・高森朝樹）は長男、同じく漫画原作者の真樹日佐夫（本名・高森真土）は次男。

## 経歴
熊本県立中学済々黌（現・熊本県立済々黌高等学校）で英語の教鞭を執っていた父・高森貞太郎（1866年 - 1946年）と、熊本藩主細川家に仕えた林氏の長女・寿（? - 1963年）の間の7人兄弟（6男1女）の長男として兵庫県に生まれる。
青山学院卒業後、山梨県都留郡の都留中学校の教員を経て、平凡社や中央公論社で校正の仕事などに従事し、太宰治の担当編集者となる。その後、改造社に入社し『俳句研究』の編集長などを務めた。戦後、青山虎之介が創業した新生社に入社、同社発行の雑誌『花』、『新生』の編集長を歴任し、谷崎潤一郎、吉川英治などの担当をした。
長男の高森朝樹（梶原一騎）によれば、大変な酒好きであり「酒豪なんてものじゃなく酒仙だった」と語っている。その上、酒癖が非常に悪かった酒乱の梶原と違い、いくら飲んでも乱れることがない真の酒飲みであった。しかし、酒の飲み過ぎが祟って胃癌のため死去、享年57。臨終の際に、当時まだ22歳だった梶原に遺した遺言は「若い身空で、大変だろうがよしなに」というものであった。
『巨人の星』の登場人物である星一徹は、梶原一騎夫人の高森篤子も語っているように龍夫がモデルとされるが、実際の龍夫は自己主張が強いわりには控えめで飄々とした性格で、放任主義であまり息子たちの教育に首を突っ込まない故に叱ることがなく、一徹とは正反対の人物だったという。その性格は、長男の梶原を通り越して、孫である梶原の長男にその性格や顔立ちが受け継がれ、生前の梶原や、龍夫の妻や江も驚いていたという。
妹の高森ゆか里（梶原一騎、真樹日佐夫の叔母）は、兄・龍夫のことを「反骨心が旺盛で、上から押さえつけられることが大嫌いな自由人でした」と評している。